# Вала Вала Ист (Вашингтон)
Вала Вала Ист (енгл. Walla Walla East) насељено је место без административног статуса у америчкој савезној држави Вашингтон.

## Демографија
По попису из 2010. године број становника је 1.672, што је 807 (-32,6%) становника мање него 2000. године.
| Група             | 2000.         | 2010.         |
| Белци             | 2.226 (89,8%) | 1.500 (89,7%) |
| Афроамериканци    | 7 (0,3%)      | 3 (0,2%)      |
| Азијати           | 16 (0,6%)     | 18 (1,1%)     |
| Хиспаноамериканци | 156 (6,3%)    | 117 (7,0%)    |
| Укупно            | 2.479         | 1.672         |